# Slaget vid Berby

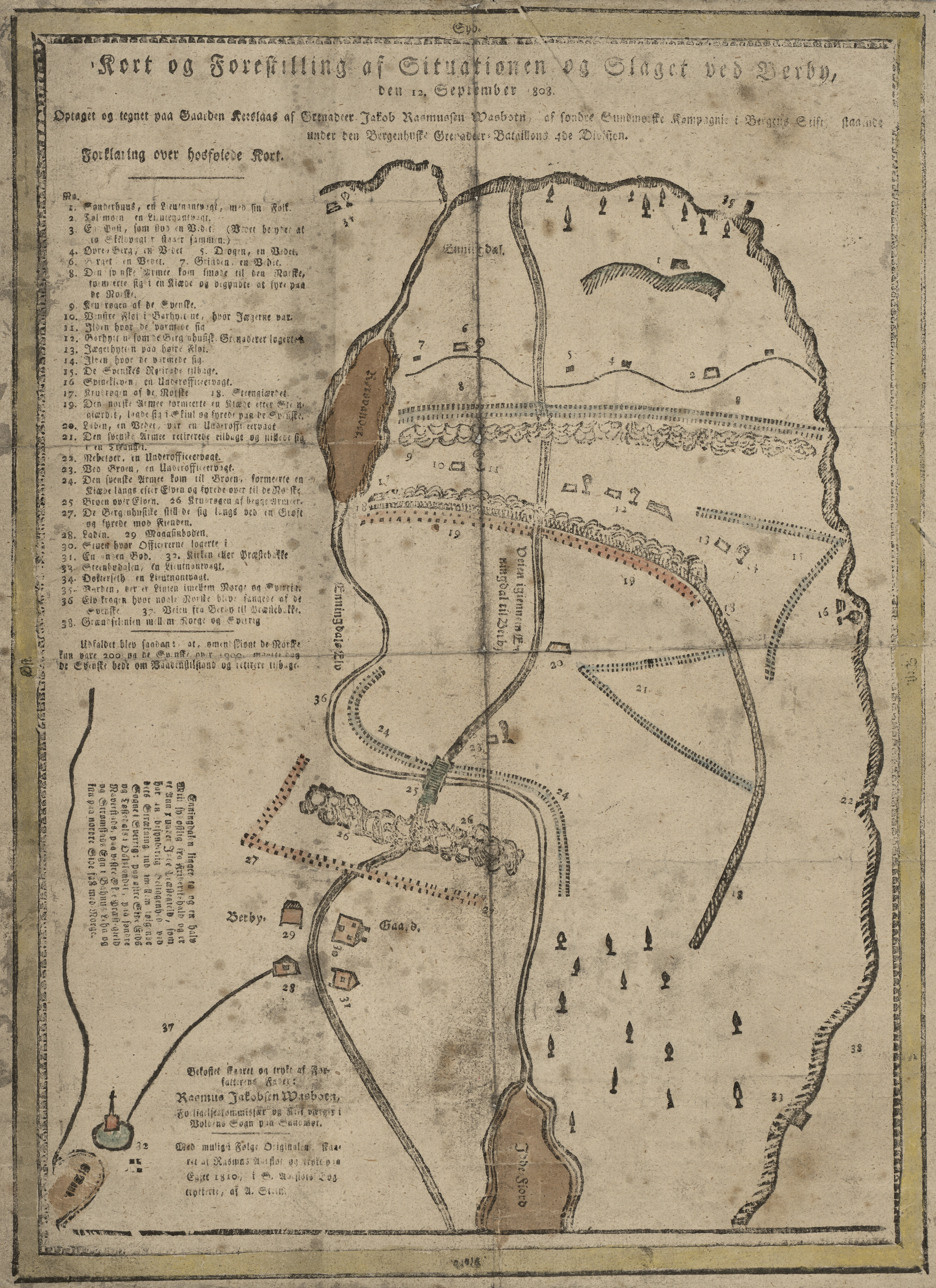
Situationskarta över slaget

Slaget vid Berby var ett slag under det dansk-svenska kriget 1808-1809. Striden slutade i dansk-norsk seger.